# الکساندر کوتولیاچ
الکساندر کوتولیاچ (انگلیسی: Aleksandar Kotuljac؛ زادهٔ ۲ نوامبر ۱۹۸۱) بازیکن فوتبال اهل آلمان است.
از باشگاه‌هایی که در آن بازی کرده‌است می‌توان به باشگاه فوتبال گروتر فورث، باشگاه فوتبال ماگدبورگ ۱، باشگاه فوتبال هانوفر ۹۶، و باشگاه فوتبال اسنابروک اشاره کرد.